# Консертгебау

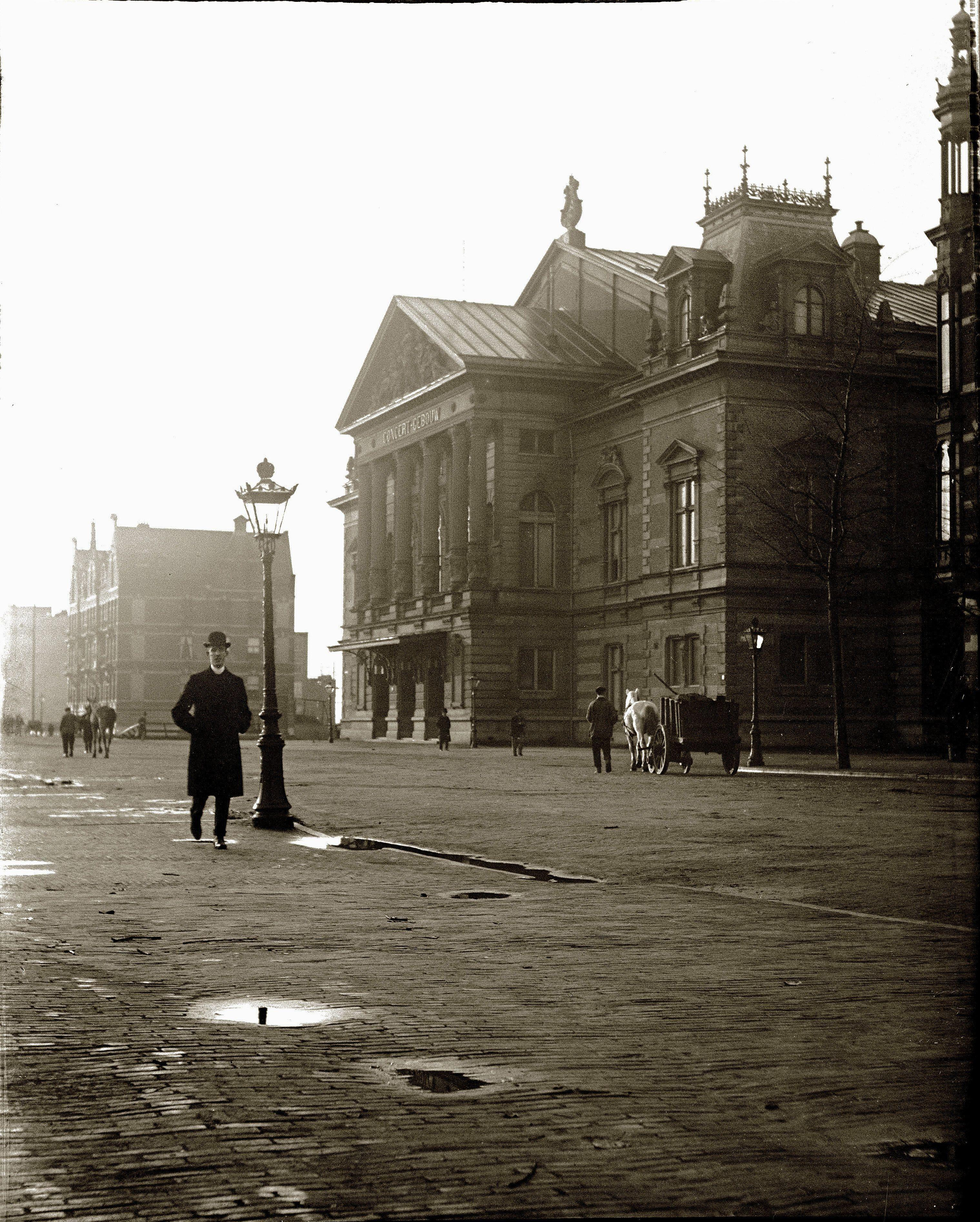
«Консертгебау» в 1902 году

«Консе́ртгеба́у» (нидерл. Concertgebouw букв. «здание для концертов», МФА: [kɔnˈsɛrtxəˌbʌu]) — концертный зал в Амстердаме, одна из лучших концертных площадок Нидерландов. Здание «Консертгебау» построено в 1883—1888 годах по проекту архитектора Адольфа Леонарда ван Гендта. Большой зал открылся 11 апреля 1888 года концертом из произведений Баха, Генделя, Бетховена и Вагнера. Спустя полгода в «Консертгебау» дебютировал одноимённый оркестр, для которого «Консертгебау» стал постоянным домом.
Большой зал «Консертгебау» вмещает 2037 слушателей, малый рассчитан на 478 мест. На балконах Большого зала выбиты имена 45 композиторов, в числе которых 12 «местных» (начиная с Орландо ди Лассо) и крупнейшие авторы разных стран, вплоть до Р. Штрауса и И. Ф. Стравинского.